# ダルビニンクー・バルサス (リーガ)
『ダルビニンクー・バルサス』（リトアニア語: Darbininkų balsas）は、1930年6月1日から1931年10月までラトビアの首都リーガで発行されていたリトアニア語による新聞。リトアニア社会民主党によって発行され、ラトビア社会民主党も発行に協力していた。
隔週刊で発行され、発行部数は2000〜3000部。全20号。1号50ラッツで販売されていた。
ラトビアに住むリトアニア人に向けて社会民主党の思想を広めるために発行され、紙面ではリトアニア国内外の政策が批判された。